# Podizdebno
Podizdebno – wieś w Polsce położona w województwie lubelskim, w powiecie świdnickim, w gminie Rybczewice. Leży na wschodnim krańcu Krzczonowskiego Parku Krajobrazowego
Wieś jest sołectwem w gminie Rybczewice. 
W latach 1975–1998 miejscowość administracyjnie należała do ówczesnego województwa lubelskiego.

## Historia
Wieś znana w XIX wieku; był to wówczas folwark w dobrach Częstoborowice.